# A Quiet Place II
A Quiet Place II (A Quiet Place Part II) è un film del 2020 scritto, diretto e co-prodotto da John Krasinski.
Il film è il sequel di A Quiet Place - Un posto tranquillo (2018), è interpretato da Emily Blunt, Millicent Simmonds, John Krasinski e Noah Jupe, che riprendono i ruoli dal primo film, Cillian Murphy e Djimon Hounsou.

## Trama
Più di un anno prima degli eventi del primo film, la famiglia Abbott sta assistendo a una partita di baseball del figlio Marcus. A metà partita, gli spettatori guardano verso il cielo e, sconcertati, notano ciò che sembra essere un gigantesco meteorite che precipita verso la Terra. Mentre le persone escono dal parco e tentano di allontanarsi, la città inizia a essere assediata e attaccata da creature aliene ostili che possiedono una pelle corazzata, velocità e forza straordinarie. Le creature sono cieche ma hanno un udito estremamente sensibile che consente loro di seguire e prendere di mira tutte le loro vittime, al minimo rumore che queste emettono. Nei mesi seguenti gli alieni uccideranno gran parte della popolazione terrestre, inclusi Beau e Lee Abbott, quest'ultimo sacrificatosi per salvare la moglie Evelyn, la figlia adolescente sorda Regan, il figlio Marcus e un quarto figlio appena nato.
Regan ha scoperto che il suono prodotto dai feedback audio ad alta frequenza generati dal suo impianto cocleare, costruito dal padre, infastidisce e debilita le creature, rendendone  facile l'uccisione; quindi ha escogitato un sistema per trasmettere tale suono attraverso un microfono e un altoparlante e renderlo un'arma da usare contro gli invasori. Con la loro casa isolata ora distrutta, la famiglia cerca altri sopravvissuti, portando con sé l'apparecchio di Regan per respingere le creature. Entrando in un'area ferroviaria industriale recintata, Marcus fa scattare una tagliola che lo ferisce a un piede: le sue urla attirano una creatura ma, usando l'apparecchio acustico e un fucile, Regan ed Evelyn la stordiscono e la uccidono, poi liberano Marcus e fuggono in una fonderia d'acciaio abbandonata; tuttavia, il frastuono generato attira un'altra creatura aliena.
Si imbattono in Emmett, l'amico di Lee visto nei flashback iniziali che, diventato ormai solitario e del tutto turbato, porta tutta la famiglia Abbott nel suo bunker sotto la fonderia. Marcus e Regan riescono a ricevere il segnale di una stazione radiofonica che trasmette continuamente e solamente la canzone Beyond the Sea ("Oltre il mare"). Regan determina che sia un indizio destinato a condurre i sopravvissuti alle isole vicine e pensa di trasmettere il rumore ad alta frequenza dell'apparecchio acustico via radio ad altri sopravvissuti, i quali potrebbero registrare o replicare il segnale ed usarlo come arma contro le creature. Dopo aver raccontato a Marcus il suo piano, si avventura segretamente da sola per trovare l'isola.
Scoprendo che Regan è partita, Evelyn implora Emmett di riportarla indietro. Emmett trova Regan nei pressi di una non troppo lontana stazione ferroviaria, ormai abbandonata e con i resti di un precedente massacro di persone. Regan, dopo aver superato i corpi di quelli che erano i passeggeri della carrozza in cui si trova e aver visto la desolazione e la distruzione portata al convoglio dalle creature, trova e tenta di recuperare una cassetta di pronto soccorso per il fratello. Urtando il corpo dell'ormai defunto macchinista, Regan attira una delle creature e, dopo un tentativo fallito di ucciderla con il proprio fucile e aver ormai abbandonato le speranze, viene salvata all'ultimo da Emmett, il quale approfitta del momento di debolezza della creatura e la uccide, portando in salvo Regan. Subito dopo Emmett tenta di convincerla a tornare alla fonderia ma, facendo appello al suo senso del dovere, la ragazza lo convince ad aiutarla a completare la sua missione. Nel frattempo, Evelyn lascia Marcus e il fratellino neonato alla fonderia per raccogliere le forniture e le attrezzature mediche necessarie. Durante la sua assenza, Marcus esplora la fonderia e scopre il cadavere della moglie di Emmett, ormai in avanzato stato di decomposizione. Spaventato, fa cadere alcuni oggetti e il rumore attira una creatura che presidiava la fonderia; il ragazzino riesce a salvarsi entrando nel bunker ma viene seguito dalla creatura; per salvarsi, Marcus accidentalmente chiude sé stesso e il fratellino all'interno di un condotto nel bunker, che può essere aperto soltanto dall'esterno.
Intanto, giunti in un porto turistico, Emmett e Regan cercano una barca per raggiungere l'isola dove ipotizzano ci sia una colonia di sopravvissuti che sta trasmettendo il segnale, ma vengono inizialmente ingannati dalla presenza di una bambina mutilata e successivamente circondati da un gruppo di predoni che vivono lì e che non sembrano avere buone intenzioni. Emmett, dopo aver fatto cenno a Regan di tuffarsi in acqua, fa deliberatamente rumore e attira due creature aliene che massacrano gli assalitori. Una delle due creature, seguendo il rumore prodotto durante la colluttazione, si tuffa in acqua ma annega; allora Emmett si rende conto che gli alieni non sono in grado di nuotare. Regan si procura una piccola barca e i due raggiungono l'isola, dove una piccola colonia di sopravvissuti sta vivendo un'esistenza relativamente normale. Il capo della colonia rivela a Emmett che, quando il governo ha scoperto che le creature non erano in grado di nuotare, la Guardia Nazionale ha spostato quante più persone possibile sulle isole. Nel frattempo, Evelyn torna alla fabbrica. Dopo essersi resa conto della presenza di un alieno nella fonderia, spara a una bombola di ossigeno, distraendo la creatura che assedia i suoi figli e liberandoli dal bunker ermetico prima che muoiano asfissiati. La creatura aliena non perisce e continua ad aggirarsi ancora nella fonderia. I tre tornano a nascondersi all'interno del bunker, questa volta sistemando uno straccio di stoffa bianca all'esterno che ne esclude la chiusura ermetica dall'interno.
Al porto turistico, una delle due creature che non è annegata durante la colluttazione, si è attaccata su uno yacht e, andando alla deriva, è approdata sull'isola dove staziona la colonia. Non appena ne percepisce i rumori, inizia immediatamente ad attaccare i coloni; il capo della colonia, Emmett e Regan saltano su un'auto e, suonando il clacson, conducono la creatura nei pressi della stazione radio. La creatura uccide il capo della colonia, mentre Emmett e Regan scappano all'interno dell'edificio.
La creatura sta per uccidere Emmett dopo averlo già ferito a una caviglia quando Regan trasmette il suono ad alta frequenza attraverso gli altoparlanti della stanza, inabilitando la creatura e permettendole di ucciderla con un'asta di metallo. Contemporaneamente, la creatura che si trova alla fonderia ha scoperto il bunker dove è nascosta la famiglia Abbott; riuscita a entrarvi, li aggredisce e ferisce Evelyn a una gamba, ma prima che possa ucciderla Marcus intercetta la trasmissione di Regan e la riproduce attraverso la sua radio portatile, rendendo inabile l'alieno e sparandogli con il revolver di Evelyn. 
Regan lascia il suo apparecchio acustico collegato al microfono della stazione radio, consentendo a chiunque riceva la frequenza di trasformarla in un'arma.

## Produzione

### Sviluppo
Nell’aprile 2018 Jim Gianopulos, CEO della Paramount, ha annunciato il sequel. John Krasinski ha affermato di avere in considerazione le possibilità, grazie al sequel, di esplorare l’universo fittizio. Per il mese di agosto, Krasinski stava scrivendo il film ma un regista non era ancora stato trovato. Il 24 dicembre 2019 è stato confermato il ritorno di Marco Beltrami alla lavorazione alla colonna sonora del film.

### Casting
A febbraio 2019, Krasinski è stato confermato come regista insieme ai ritorni nel cast di Emily Blunt, Millicent Simmonds e Noah Jupe. A marzo Cillian Murphy si è unito al cast e nel giugno seguente è stata la volta di Brian Tyree Henry, che è stato tuttavia costretto ad abbandonare per essere sostituito poi da Djimon Hounsou.

### Riprese
Le riprese sono iniziate il 15 luglio 2019, e si sono concluse il 25 settembre dello stesso anno. Tutti i luoghi delle riprese si trovano nello stato di New York.

## Promozione
Il teaser trailer del film viene diffuso il 18 dicembre 2019. Il trailer ufficiale viene diffuso il 1º gennaio 2020.

## Distribuzione
Il film fu proiettato in anteprima l'8 marzo 2020 a New York. L'uscita nelle sale statunitensi era prevista per il 20 marzo 2020 e in Italia per il 16 aprile dello stesso anno (distribuito con il nuovo accordo Eagle Pictures/Paramount), è stato rimandato a data da destinarsi in tutto il mondo a causa della pandemia di COVID-19. La notizia, prima annunciata dalla testata Deadline, che ha sottolineato come nella mattinata del 12 marzo 2020 molti proiezionisti britannici abbiano ricevuto da Paramount la notizia che il film non sarebbe uscito più il 20 marzo 2020, è stata poi confermata dallo stesso regista e attore Krasinski con un post su Instagram.
Il 2 aprile 2020 viene annunciata la nuova data che sarebbe stata il 4 settembre 2020, ma il 23 luglio 2020 viene annunciato un altro rinvio, con nuova data il 23 aprile 2021 per poi essere posticipata al 17 settembre 2021 ed infine fissata al 28 maggio 2021, come comunicato grazie alla pubblicazione dell'ultimo trailer, la data ufficiale d'uscita nelle sale italiane è stata fissata al 24 giugno 2021.

## Accoglienza

### Incassi
Nel primo weekend di programmazione la pellicola  ha incassato 47547231 $, mentre in Italia ha esordito con 392634 $. A fine corsa ha incassato 160072261 $ in Nord America e 137300000 $ nel resto del mondo, per un totale di 297372261 $.

### Critica
Sull'aggregatore di recensioni Rotten Tomatoes, ha un indice di gradimento del 91% basato su 355 recensioni, con una valutazione media di 7.5 su 10. Su Metacritic il film ha ottenuto un punteggio di 71/100 basato su 57 critiche, indicando "recensioni generalmente favorevoli".